# Kakamega
Kakamega je grad u zapadnoj Keniji, sjedište provincije Western i okruga Kakamega. Nalazi se 50 km sjeverno od Kisumua, najveće kenijske luke na Viktorijinom jezeru. Najznačajnija je djelatnost poljoprivreda, posebice proizvodnja šećerne trske. Pored grada se nalazi rezervat Kakamega Forest, šuma koja se proteže preko ugandske granice, udaljene oko 70 km u smjeru zapada. Ovo područje ima najveći broj kišnih dana u Keniji.
Godine 1999. Kakamega je imala 73.607 stanovnika.

## Vanjske poveznice

### Ostali projekti
|  | Zajednički poslužitelj ima još gradiva o temi Kakamega |